# グアテマラの大統領
グアテマラの大統領（グアテマラのだいとうりょう、スペイン語: Presidente de Guatemala）は、グアテマラ共和国の元首で政府の長たる大統領である。

## 概要
中央アメリカ連邦共和国の崩壊後、グアテマラでははじめ保守派のラファエル・カレーラによる長期政権が実権を握った。カレーラは終身大統領となったが、その没後自由主義派が巻き返した。19世紀後半から20世紀前半にかけてはカウディージョと呼ばれる軍事独裁政権が自由主義的政策を実施した。これに対して1944年にグアテマラ革命が起こって新憲法が成立し、大土地所有制度の解体が始まるが、左傾化を恐れるアメリカ合衆国は1954年にグアテマラの反政府軍が国内に侵攻するのを援助した（PBSUCCESS作戦）。その後1963年に軍のクーデターが起き、長いグアテマラ内戦の時代にはいった。1954年から1986年までは軍政時代で、大統領は極めて不正な選挙によって選出されたが、軍の気にいらない人物が当選するとクーデターによって潰された。
現在のグアテマラの大統領制度は1985年の民主化憲法を根拠としている。大統領の任期は5年とされていたが、その後1993年に改正が行われて4年に短縮された。再選は認められていない。アルバロ・アルス大統領のもとで1996年にようやく内戦が終結し、その後もなお軍の権力は強いものの、憲法に従った大統領の交代が行われている。

## 中央アメリカ連邦共和国グアテマラ国務首相 (1821–1839)
- アレハンドロ・ディアス・カベサ・デ・バカ（スペイン語版）（暫定）：1824年10月9日-1824年10月12日
- フアン・バルンディア（スペイン語版）：1824年10月12日-1826年9月9日
- シリリオ・フローレス（代理）：1826年9月9日-1827年1月2日
- ホセ・ドミンゴ・エストラーダ（スペイン語版）（代理）：1827年1月2日-1827年3月1日
- マリアーノ・デ・アイシネナ・イ・ピニョール（英語版）：1827年3月1日-1829年4月13日
- マリオ・センテノ（暫定）：1829年4月13日-1829年4月30日
- ホセ・フランシスコ・バルンディア・セペダ（スペイン語版）：1829年4月30日-1829年8月23日
- ペドロ・モリーナ・マサリエゴス（英語版）：1829年8月23日-1831年2月10日
- ホセ・グレゴリオ・マルケス（代理）：1831年2月10日-1831年8月28日
- マリアーノ・ガルベス（英語版）：1831年8月28日-1838年3月3日
- ペドロ・ホセ・バレンスエラ（スペイン語版）（代理）：1838年3月3日-1838年7月29日
- マリアーノ・リベラ・パス（英語版）（代理）：1838年7月29日-1839年1月30日
- カルロス・サラサール・カストロ（英語版）（暫定）：1839年1月30日-1839年4月13日
- マリアーノ・リベラ・パス（代理）：1839年4月13日-1839年12月3日

## 元首の一覧
| グアテマラ国家元首 (1839–1847)     |                                                                                      |        |                                    |                                 |             |            |
| 代                                 | 大統領                                                                               | 大統領 | 所属政党                           | 在任期間                        | 在任期間    | 備考       |
| 01                                 | マリアーノ・リベラ・パス Mariano Rivera Paz                                          |        | 保守党                             | 1839年12月3日 - 1842年2月25日   | 2年 + 84日  |            |
| 0－                                | ホセ・ベナンシオ・ロペス José Venancio López Requena                                 |        | 無所属                             | 1842年2月25日 - 1842年5月14日   | 78日        | 大統領代行 |
| 02                                 | マリアーノ・リベラ・パス Mariano Rivera Paz                                          |        | 保守党                             | 1842年5月14日 - 1844年12月14日  | 2年 + 214日 |            |
| 03                                 | ラファエル・カレーラ José Rafael Carrera y Turcios                                   |        | 保守党                             | 1844年12月14日 - 1847年3月21日  | 2年 + 97日  |            |
| グアテマラ共和国大統領 (1847-現在) |                                                                                      |        |                                    |                                 |             |            |
| 代                                 | 大統領                                                                               | 大統領 | 所属政党                           | 在任期間                        | 在任期間    | 備考       |
| 01                                 | ラファエル・カレーラ José Rafael Carrera y Turcios                                   |        | 保守党                             | 1847年3月21日 - 1848年8月16日   |             |            |
| 0－                                | フアン・アントニオ・マルティネス Juan Antonio Martínez 暫定                          |        | 保守党                             | 1848年8月16日 - 1848年11月28日  |             |            |
| 0－                                | ホセ・ベルナルド・エスコバル José Bernardo Escobar 暫定                              |        | 保守党                             | 1848年11月28日 - 1849年1月1日   |             |            |
| 0－                                | マリアーノ・パレデス Mariano Paredes 暫定                                            |        | 無所属                             | 1849年1月1日 - 1851年11月6日    |             |            |
| 0                                  | ラファエル・カレーラ José Rafael Carrera y Turcios                                   |        | 保守党                             | 1851年11月6日 - 1865年4月14日   |             |            |
| 0－                                | ペドロ・デ・アイシネナ・イ・ピニョール Pedro de Aycinena y Piñol 代理                |        | 保守党                             | 1865年4月14日 - 1865年5月24日   |             |            |
| 0                                  | ビセンテ・セルナ・イ・セルナ Vicente Cerna y Cerna                                   |        | 保守党                             | 1865年5月24日 - 1871年6月29日   |             |            |
| 0                                  | ミゲル・ガルシア・グラナドス Miguel García Granados y Zavala                         |        | 自由党                             | 1871年6月29日 - 1873年6月4日    |             |            |
| 0                                  | フスト・ルフィーノ・バリオス Justo Rufino Barrios                                    |        | 自由党                             | 1873年6月4日 - 1885年4月2日     |             |            |
| 0－                                | アレハンドロ・M・シニバルディ Alejandro Manuel Sinibaldi Castro 代理                 |        | 自由党                             | 1885年4月2日 - 1885年4月5日     |             |            |
| 0                                  | マヌエル・バリジャス Manuel Lisandro Barillas Bercián                                |        | 自由党                             | 1885年4月6日 - 1892年3月15日    |             |            |
| 0                                  | ホセ・マリア・レイナ・バリオス José María Reyna Barrios                              |        | 自由党                             | 1892年3月15日 - 1898年2月8日    |             |            |
| 0                                  | マヌエル・ホセ・エストラーダ・カブレーラ Manuel José Estrada Cabrera                 |        | 自由党                             | 1898年2月8日 - 1920年4月15日    |             |            |
| 0                                  | カルロス・エレーラ Carlos Herrera y Luna                                             |        | 統一党                             | 1920年4月15日 - 1921年12月10日  |             |            |
| 0                                  | ホセ・マリア・オレリャーナ José María Orellana Pinto                                 |        | 自由党                             | 1921年12月10日 - 1926年9月26日  |             |            |
| 0                                  | ラサロ・チャコン・ゴンサレス Lázaro Chacón González                                  |        | 統一党                             | 1926年9月26日 - 1931年1月2日    |             |            |
| 0－                                | ホセ・マリア・レイナ・アンドラーデ José María Reina Andrade 代理                     |        | 自由党                             | 1931年1月2日 - 1931年2月14日    |             |            |
| 0                                  | ホルヘ・ウビコ Jorge Ubico y Castañeda                                               |        | 自由党                             | 1931年2月14日 - 1944年7月4日    |             |            |
| 0－                                | フアン・フェデリコ・ポンセ・バイデス Juan Federico Ponce Vaides 代理                 |        | 自由党                             | 1944年7月4日 - 1944年10月20日   |             |            |
| 0                                  | 革命評議会（フンタ） Junta Revolucionaria de Gobierno                                |        | 軍事政権                           | 1944年10月20日 - 1945年3月15日  |             |            |
| 0                                  | フアン・ホセ・アレバロ Juan José Arévalo Bermejo                                     |        | 革命行動党                         | 1945年3月15日 - 1951年3月15日   |             |            |
| 0                                  | ハコボ・アルベンス・グスマン Jacobo Árbenz Guzmán                                    |        | 革命行動党 / グアテマラ革命党      | 1951年3月15日 - 1954年6月27日   |             |            |
| 0－                                | カルロス・エンリケ・ディアス・デ・レオン Carlos Enrique Díaz de León 暫定            |        | 軍事政権                           | 1954年6月27日 - 1954年6月28日   |             |            |
| 0－                                | エルフェゴ・エルナン・モンソン・アギーレ Elfego Hernán Monzón Aguirre (軍事政権議長) |        | 軍事政権                           | 1954年6月29日 - 1954年7月8日    |             |            |
| 0                                  | カルロス・カスティージョ・アルマス Carlos Castillo Armas                             |        | 軍事政権                           | 1954年7月8日 - 1957年7月26日    |             |            |
| 0－                                | ルイス・アルトゥーロ・ゴンサレス・ロペス Luis Arturo González López 代理             |        | 国家進歩党                         | 1957年7月27日 - 1957年10月24日  |             |            |
| 0－                                | オスカル・メンドーサ・アスルディア Óscar Mendoza Azurdia (軍事政権議長)              |        | 軍事政権                           | 1957年10月24日 - 1957年10月26日 |             |            |
| 0－                                | ギジェルモ・フローレス・アベンダーニョ Guillermo Flores Avendaño 代理                |        | 軍事政権                           | 1957年10月26日 - 1958年3月2日   |             |            |
| 0                                  | ミゲル・イディゴラス José Miguel Ramón Ydígoras Fuentes                              |        | 軍事政権 /民主国民和解党           | 1958年3月2日 - 1963年3月31日    |             |            |
| 0                                  | エンリケ・ペラルタ・アスルディア Alfredo Enrique Peralta Azurdia                     |        | 軍事政権 / 組織民主党              | 1963年3月31日 - 1966年7月1日    |             |            |
| 0                                  | フリオ・セサル・メンデス・モンテネグロ Julio César Méndez Montenegro                 |        | 革命党                             | 1966年7月1日 - 1970年7月1日     |             |            |
| 0                                  | カルロス・マヌエル・アラーナ・オソリオ Carlos Manuel Arana Osorio                    |        | 軍事政権/ 民族解放運動             | 1970年7月1日 - 1974年7月1日     |             |            |
| 0                                  | シェル・エウヘニオ・ラウゲルー・ガルシア Kjell Eugenio Laugerud García               |        | 軍事政権/ 民族解放運動 /組織民主党 | 1974年7月1日 - 1978年7月1日     |             |            |
| 0                                  | ロメオ・ルカス・ガルシア Fernando Romeo Lucas García                                 |        | 軍事政権/ 組織民主党 /革命党       | 1978年7月1日 - 1982年3月23日    |             |            |
| 0                                  | エフライン・リオス・モント José Efraín Ríos Montt                                    |        | 軍事政権                           | 1982年3月23日 - 1983年8月8日 \| |             |            |
| 0                                  | オスカル・ウンベルト・メヒア・ビクトレス Óscar Humberto Mejía Víctores               |        | 軍事政権                           | 1983年8月8日 - 1986年1月14日    |             |            |
| 0                                  | ビニシオ・セレソ Marco Vinicio Cerezo Arévalo                                        |        | グアテマラキリスト教民主党         | 1986年1月14日 - 1991年1月14日   |             |            |
| 0                                  | ホルヘ・セラノ・エリアス Jorge Antonio Serrano Elías                                 |        | 連帯行動運動                       | 1991年1月14日 - 1993年6月1日    |             |            |
| 0                                  | グスタボ・アドルフォ・エスピナ・サルゲロ Gustavo Adolfo Espina Salguero              |        | 連帯行動運動                       | 1993年6月1日 - 1993年6月5日     |             |            |
| 0                                  | ラミロ・デ・レオン・カルピオ Ramiro de León Carpio                                   |        | 無所属                             | 1993年6月6日 - 1996年1月14日    |             |            |
| 0                                  | アルバロ・アルス Álvaro Enrique Arzú Yrigoyen                                        |        | 国家進歩党 /統一党                 | 1996年1月14日 - 2000年1月14日   |             |            |
| 0                                  | アルフォンソ・ポルティージョ Alfonso Antonio Portillo Cabrera                        |        | グアテマラ共和戦線                 | 2000年1月14日 - 2004年1月14日   |             |            |
| 0                                  | オスカル・ベルシェ Óscar José Rafael Berger Perdomo                                  |        | 国民団結党 /大国民同盟             | 2004年1月14日 - 2008年1月14日   |             |            |
| 0                                  | アルバロ・コロン Álvaro Colom Caballeros                                             |        | 国民希望党                         | 2008年1月14日 - 2012年1月14日   |             |            |
| 0                                  | オットー・ペレス・モリーナ Otto Fernando Pérez Molina                                |        | 愛国党/大国民同盟                  | 2012年1月14日 - 2015年9月3日    |             |            |
| 0－                                | アレハンドロ・マルドナド・アギーレ Alejandro Maldonado Aguirre 代理                  |        | 無所属                             | 2015年9月3日 - 2016年1月14日    |             |            |
| 0                                  | ジミー・モラレス Jimmy Morales                                                       |        | 国民集中戦線                       | 2016年1月14日 - 2020年1月14日   |             |            |
| 39                                 | アレハンドロ・ジャマテイ Alejandro Eduardo Giammattei Falla                          |        | バモス                             | 2020年1月14日 - 2024年1月14日   |             |            |
| 40                                 | ベルナルド・アレバロ César Bernardo Arévalo de León                                  |        | セミージャ運動                     | 2024年1月15日 - （現職）        |             |            |